# Underwires
Underwires est un groupe d'electropop français, originaire d'Angers, en Maine-et-Loire, installé à Berlin. Formé en 1999, il est composé de trois membres dont des jumeaux, Aurélien et Théophile  - guitare et piano - et d’Arnaud à la basse.

## Biographie
Underwires fait ses premiers concerts à Angers, leur ville natale, en 1999, puis continue à Paris où ils enregistrent en 2003 leur premier album, intitulé Under Wires, aux studios Halbop. Le CD, élu « disque du jour » par Nova Planet, et reçoit les éloges des magazines Rock & Folk, Will Records, et Rock Mag[réf. nécessaire].
En 2004, le groupe sort Wanton Thoughts, coproduit par Nova Express, et distribué par Chronowax. Ce deuxième album est salué par France-Soir, Ram Dam et The French Touch. En 2005, le groupe s’installe à Berlin afin d’apporter une touche electropop à In Your Room Again. Sorti en 2006, l'album In Your Room Again sera salué par la presse,. En septembre 2006, le titre In Your Room Again figure sur la compilation de rentrée des Inrockuptibles intitulée Best-of de l'automne, vol.2, et sur le CD Jeunes talents de la Fnac. Au sein du festival Francophonic de Berlin, Underwires jouera en première partie de Sébastien Tellier le 16 novembre 2006 au Roter Salon à Berlin.
En 2011, le groupe sort l'album Take it Slow. En 2014, Théophile, sous le nom de TO, sort un album solo intitulé Berlin/Cut-Up dans lequel il utilise la technique du cut-up audio de William S. Burroughs et sur lequel il collabore avec le groupe She Dreams in Vedas, sur le titre Berlin Conversations.

## Discographie
- 2003 : Under Wires
- 2004 : Wanton Thoughts
- 2006 : In Your Room Again
- 2011 : Take it Slow